# Echipa națională de rugby a Portugaliei
Echipa națională de rugby a Portugaliei reprezintă Portugalia în meciurile internaționale de rugby, Portugalia fiind una dinitre națiunile minore din eșalonul al treilea al rugby-ul internațional, cu experiență de participare la Campionatul Mondial de Rugby. 
Portugalia participă anual la Cupa Europeană a Națiunilor participând actualmente în prima divizie a turneului. În această competiție Portugalia a câștigat ediția din anul 2003-2004, devansând reprezentativa României. Portugalia a participat la o ediție a Campionatului Mondial de Rugby netrecând de faza grupelor. 